# Hubert Teml

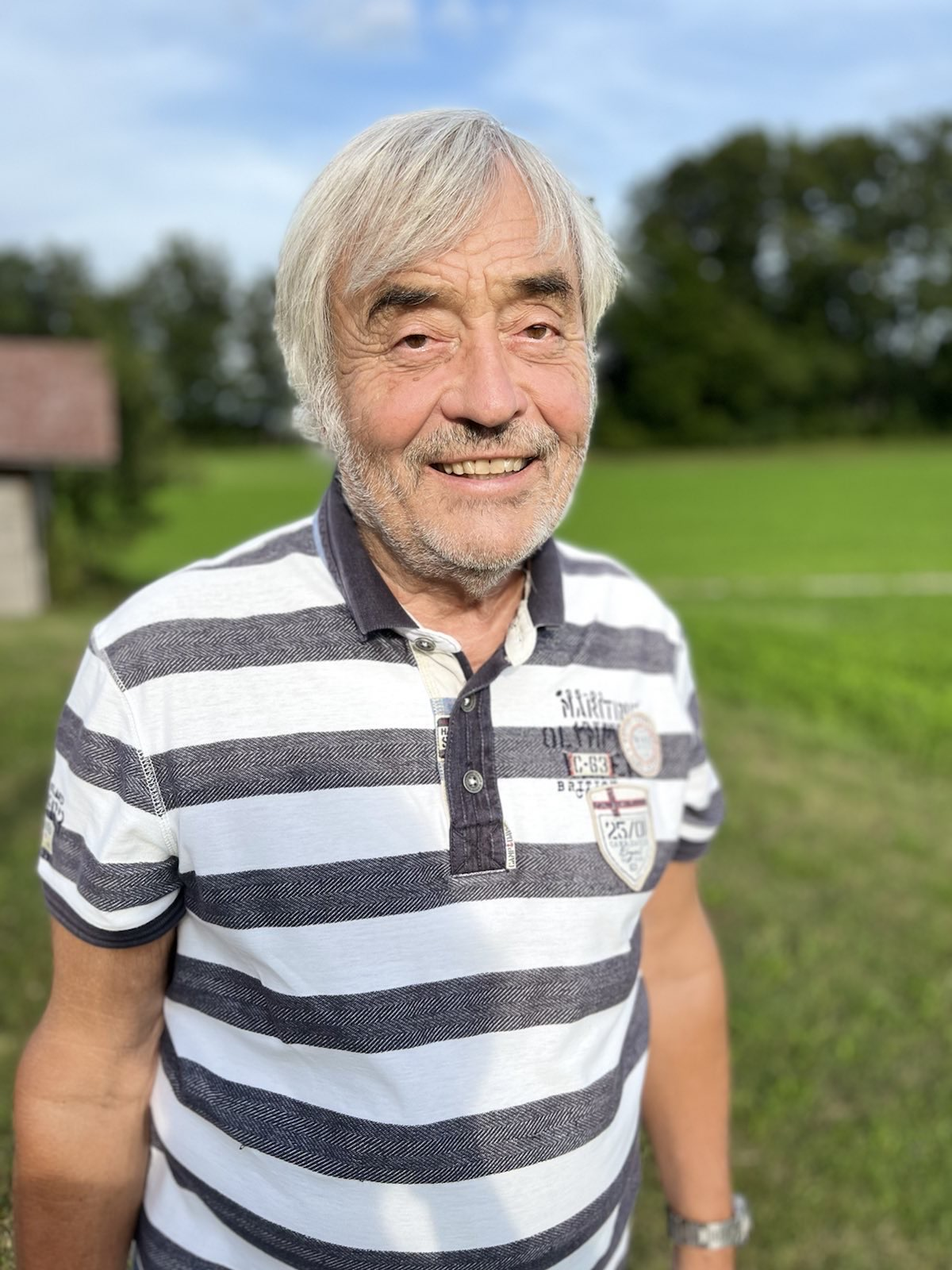
Hubert Teml, 2022

Hubert Teml (* 1947 im Mühlviertel, Oberösterreich) ist ein österreichischer Buchautor, Professor und Psychotherapeut. Er ist Mitbegründer der Arbeitsgemeinschaft Personzentrierte Psychotherapie (APG, Gründung 1979) nach Carl Rogers.

## Leben
Hubert Teml wuchs im Mühlviertel, Oberösterreich, auf. Er  war ab 1967 Lehrer für Volksschulen und studierte berufsbegleitend an der Universität Salzburg Pädagogik und Psychologie. 1973 trat Hubert Teml eine Stelle als Assistent am Institut für Pädagogik der Universität Salzburg an. 1974 bis 2003 unterrichtete er als Professor für Unterrichtswissenschaft an der damaligen Pädagogischen Akademie der Diözese Linz (seit 2007 Private Pädagogische Hochschule der Diözese Linz).
Seit 2004 ist Hubert Teml freiberuflich an unterschiedlichen Universitäten und Hochschulen mit dem Thema „Praxisberatung, Coaching und Mentoring“ in der LehrerInnenbildung tätig. Zudem arbeitet er in privater Praxis als  Psychotherapeut  (Personenzentrierte Psychotherapie) und Beratung.
Seine Forschung, seine Publikationen und auch sein therapeutisches Wirken wurden maßgeblich von Carl Rogers beeinflusst. Seine wissenschaftlichen Interessen beziehen sich derzeit auf den Aspekt von „Kompetenz, Präsenz und Transzendenz“ im Personzentrierten Ansatz.
Hubert Teml ist mit der Psychotherapeutin Helga Teml verheiratet. Ihre Tochter ist die psychologische Beraterin und Autorin Sandra Teml-Wall.

## Bücher (Auswahl)
- mit Helga Teml: Praxisberatung. Coaching und Mentoring in pädagogischen Ausbildungsfeldern. Innsbruck-Wien-Bozen: Studienverlag 2011.
- mit Helga Teml: Erfolgreiche Unterrichtsgestaltung. Wege zu einer persönlichen Didaktik. Innsbruck-Wien-Bozen: Studienverlag 2006.
- mit Helga Teml: Komm mit zum Regenbogen. Phantasiereisen für Kinder und Jugendliche. Linz: Veritas 1991 (8. Auflage 2002).
- Zielbewusst üben – erfolgreich lernen. Lerntechniken und Entspannungsübungen für Schüler. Linz: Veritas 1989 (4. Auflage 1996).
- Entspannt lernen. Stressabbau, Lernförderung und ganzheitliche Erziehung. Linz: Veritas 1987 (6. Auflage 1998).
- Unterricht gestalten – Lernen fördern. Materialien zum schülerzentrierten Unterricht. Linz: Veritas 1983.[5]